# 알렉세이 파이코
알렉세이 파이코(Aleksei Faiko, 러시아어: Алексей Михайлович Файко, 1893년 ~ 1978년)은 소비에트 연방의 극작가다.
그가 세상에 알려진 것은 1923년 혁명극장에서 상연된 <륄리 호(湖)>이며, 이 밖에 <부브스 선생> 외에 수편의 희곡이 있는데, 혁명 직후의 러시아 지식계급의 일면을 생생하게 그려 낸 대표작 <가방을 든 사람>이 있다.